# The Naked Shakespeare
| Recensione | Giudizio |
| ---------- | -------- |
| AllMusic   |          |

The Naked Shakespeare è il secondo album in studio del chitarrista, cantante e compositore statunitense Peter Blegvad, ex-membro del gruppo avant-prog Slapp Happy. Rappresenta un primo punto d'incontro con il frontman del complesso pop-rock britannico XTC Andy Partridge, che non solo co-produsse l'opera, ma suonò anche numerosi strumenti. How Beautiful You Are, Irma e Like a Baby proseguono invece, anche se non in maniera diretta ed ufficiale, la collaborazione già cementificata con il bassista e compositore degli Henry Cow John Greaves, con cui Blegvad realizzò il precedente Kew. Rhone.: anche in questo caso, i due si divisero la composizione, dedicandosi il primo alla musica ed il secondo ai testi. Inoltre Irma venne re-incisa da Greaves per il suo Accident, del 1984.

## Tracce
Tutte le composizioni sono opera di Peter Blegvad, eccetto dove indicato.
Lato A
1. How Beautiful You Are – 4:16 (testo: Blegvad – musica: Greaves)
2. Weird Monkeys – 3:05
3. Naked Shakespeare – 3:03
4. Irma – 3:15 (testo: Blegvad – musica: Greaves)
5. Like A Baby – 2:35 (testo: Blegvad – musica: Greaves)
6. Powers In The Air – 2:45
7. You Can't Miss It – 1:40

Durata totale: 20:39
Lato B
1. Karen – 3:03
2. Vermont – 2:15
3. Lonely Too – 3:33
4. Blue Eyed William – 4:24
5. First Blow Struck – 6:08

Durata totale: 19:23

## Formazione
- Peter Blegvad – voce, chitarra acustica, chitarra elettrica, pianoforte, clarinetto, legnetti, percussioni
- Andy Partridge – coro, Prophet-5, fonografo, mellotron, LinnDrum, basso elettrico, Green Mountain High-school Marching Band, vocoder, chitarra elettrica, maracas, percussioni
- John Greaves – moog, pianoforte (in Lonely Too), basso elettrico, PPG Wave, Prohet-5
- Dave Stewart – Prophet-5, pianoforte, LinnDrum, Simmons Drum (in How Beautiful You Are)
- Anton Fier – batteria, LinnDrum, brushes
- Barbara Gaskin – coro (in How Beautiful You Are)
- Jakko M. Jakszyk – chitarra elettrica (in How Beautiful You Are)
- Colin Moulding – basso elettrico (in Weird Monkeys, Naked Shakespeare)
- David Lord - PPG Wave (in Weird Monkeys, Powers in the Air), Electronic Dream Plant (in Karen), Green Mountain High-school Marching Band, pianoforte (in Lonely Too)
- Georgie Born - violoncello
- Maggie Reilly - coro (in Blue Eyed William)